# Ликок, Стивен Батлер
Стивен Батлер Ликок (англ. Stephen Butler Leacock; 30 декабря 1869, Суэнмор, Хэмпшир, Великобритания — 28 марта 1944, Торонто) — канадский писатель и экономист. Имел учёную степень доктора философии.

## Биография
Родился в Англии. Переехал с семьей в провинцию Онтарио (Канада) в 1876 в возрасте шести лет. Воспитывался матерью, так как отец был алкоголиком и вскоре ушёл из семьи. Посещал частную школу в Торонто, где был лучшим учеником. Был школьным учителем, пытаясь заработать деньги на жизнь и обучение.
Окончил колледж Верхней Канады и Торонтский университет (1891), получил степень доктора экономики и политических наук в Чикагском университете (1903).

## Академическая карьера
Разочаровавшись в учительстве, Ликок начал посещать занятия в Чикагском университете, где в 1903 году получил докторские степени по дисциплинам политологии и политэкономии. С 1901 преподавал в Макгильском университете (Монреаль), в 1908—1936 возглавлял там же факультет экономики и политических наук. Автор работ по политической экономии, по истории Канады и Англии. В частности, им созданы исторический очерк «Монреаль: морской порт и город» (Montreal: Seaport and City, 1942), монография по политологии «Наша Британская империя» (Our British Empire, 1940), биография Ч. Диккенса (1933), труды по экономике, географии, образованию и литературной критике.

## Литературная деятельность
Ликок широко известен абсурдистскими, юмористическими и сатирическими произведениями. Первый писательский опыт — студенческая газета. Ликок писал короткие рассказы для поддержки своего финансового состояния, однако они вскоре принесли ему много больше того, чего он ожидал. В период 1915 по 1925 годы он был одним из самых популярных англоязычных писателей. Его талант часто сравнивают с Марком Твеном и Джеромом К. Джеромом.
В своих коротких рассказах писатель изображал нравы канадских провинциальных городков, предрассудки и условности буржуазной морали, рассказывал о системе выборов в США, английском парламентаризме в юмористическом свете. Тематика прозы Ликока многообразна, наиболее известны его юмористические рассказы. В числе лучших — первый сборник, «Литературные кляксы» (Literary Lapses, 1910). Опубликовал полухудожественные, полукритические эссе «Юмор, как я его понимаю» (1916), «Юмор, его теория и техника» (1935), «Юмор и человечество» (1937), «Как писать» (1944). Другие примечательные образцы жанра — «Чепуховые романы» (Nonsense Novels, 1911), «Смешливые этюды маленького городка» (Sunshine Sketches of a Little Town, 1912), «Путешествия с праздным богачом по сельским местам» (Arcadian Adventures with the Idle Rich, 1914) и «Мой чудный дядюшка» (My Remarkable Uncle, 1942).
Всего Ликок издал 61 книгу. Его произведения переведены на болгарский, венгерский, грузинский, китайский, корейский, монгольский, немецкий, польский, сербско-хорватский, словацкий, французский, чешский, японский и русский языки.
В 1946 году в Канаде учреждена премия имени Ликока за лучшее юмористическое произведение (лауреаты отмечаются медалью им. Ликока).

### Художественные произведения
- Literary Lapses (1910)
- Nonsense Novels (1911)
- Sunshine Sketches of a Little Town (1912)
- Behind the Beyond (1913)
- Arcadian Adventures with the Idle Rich (1914)
- Moonbeams from the Larger Lunacy (1915)
- Essays and Literary Sudies (1916)
- Further Foolishness (1916)
- Frenzied Fiction (1918)
- The Hohenzollerns in America (1919)
- Winsome Winnie (1920)
- My Discovery of England (1922)
- College Days (1923)
- Over the Footlights (1923)
- The Garden of Folly (1924)
- Winnowed Wisdom (1926)
- Short Circuits (1928)
- The Iron Man and the Tin Woman (1929)
- The Dry Pickwick (1932)
- Afternoons in Utopia (1932)
- Hellements of Hickonomics in Hiccoughs of Verse Done in Our Social Planning Mill (1936)
- Funny Pieces (1936)
- Model Memoirs (1938)
- Too Much College (1939)
- My Remarkeable Uncle (1942)
- Happy Stories (1943)
- How to Write (1943)
- Last Leaves (1945)

### Биографии
- Mark Twain (1932)
- Charles Dickens: His Life and Work (1933)

### Автобиография
- The Boy I Left Behind Me (1946)

### Другие произведения
- Elements of Political Science (1906)
- Baldwin, Lafontaine, Hincks: Responsible Government (1907)
- Practical Political Economy (1910)
- Adventurers of the Far North (1914)
- The Dawn of Canadian History (1914)
- The Mariner of St. Malo (1914)
- The Unsolved Riddle of Social Injustice (1920)
- Mackenzie, Baldwin, Lafontaine, Hincks (1926)
- Economic Prosperity in the British Empire (1930)
- The Economic Prosperity of the British Empire (1931)
- Humour: Its Theory and Technique, with Examples and Samples (1935)
- The Greatest Pages of American Humor (1936)
- Here Are My Lectures (1937)
- Humour and Humanity (1937)
- My Discovery of the West (1937)
- Our British Empire (1940)
- Canada: The Foundations of Its Future (1941)
- Our Heritage of Liberty (1942)
- Montreal: Seaport and City (1942)
- Canada and the Sea (1944)
- While There Is Time (1945)